# Parafia Ewangelicko-Augsburska w Gołkowicach
Parafia Ewangelicko-Augsburska w Gołkowicach – ewangelicko-augsburska parafia w Gołkowicach, należąca do diecezji katowickiej. Mieści się przy ulicy Cmentarnej 10.

## Historia
Przed powstaniem parafii w Gołkowicach, miejscowi luteranie uczęszczali do parafii w Wodzisławiu Śląskim. Obecny budynek kościoła parafialnego poświęcono w 1910, a sama miejscowość nadal należała do wodzisławskiej wspólnoty. 
W 1919 obszar obecnej parafii w Gołkowicach przyłączono jednak do leżącej również na ziemi wodzisławskiej parafii w Ruptawie. 
Od 1945 kościół w Gołkowicach stanowi odrębną parafię. W XXI w. parafia pozostaje w unii personalnej z parafią wodzisławską gdyż proboszcz wodzisławski jest również proboszczem w Gołkowicach. 
Na obszarze parafii leżą miejscowości Skrbeńsko, Godów i Gołkowice